# HMS Stevenstone (L16)
HMS Stevenstone (L16) là một tàu khu trục hộ tống lớp Hunt Kiểu III của Hải quân Hoàng gia Anh Quốc được hạ thủy năm 1942 và nhập biên chế năm 1943. Nó đã hoạt động trong suốt thời gian còn lại của Chiến tranh Thế giới thứ hai, ngừng hoạt động năm 1946 và bị bán để tháo dỡ năm 1956.

## Thiết kế và chế tạo
Stevenstone được đặt hàng vào ngày 23 tháng 8, 1940 cho hãng J. Samuel White tại East Cowes, Isle of Wight trong Chương trình Chiến tranh Khẩn cấp 1940 và được đặt lườn vào ngày 2 tháng 9, 1941. Nó được hạ thủy vào ngày 23 tháng 11, 1942 và nhập biên chế vào ngày 18 tháng 3, 1943. Đang khi được hoàn tất, đã có đề xuất chuyển giao con tàu cho lực lượng hải quân Pháp Tự do, nhưng kế hoạch không được xúc tiến. Con tàu được cộng đồng dân cư Barnstable thuộc hạt Devonshire đỡ đầu trong khuôn khổ cuộc vận động gây quỹ Tuần lễ Tàu chiến năm 1942. Tên nó được đặt theo rừng săn cáo Stevenstone tại Devonshire, và là chiếc tàu chiến duy nhất của Hải quân Anh được đặt cái tên này.

## Lịch sử hoạt động

### 1943
Sau khi hoàn tất chạy thử máy, Stevenstone chuyển đến Scapa Flow vào tháng 4, 1943, nơi nó gia nhập Hạm đội Nhà và tiếp tục được trang bị hoàn thiện, rồi được điều đến Portsmouth và gia nhập Chi hạm đội Khu trục 1 trong tháng 5. Con tàu đảm nhiệm việc tuần tra và hộ tống vận tải ven biển tại khu vực eo biển Manche và Khu vực Tiếp cận phía Tây, cũng như ngăn chặn tàu bè đối phương vượt phong tỏa, từ tháng 6 đến tháng 9.
Sang tháng 10, Stevenstone được huy động sang vai trò tuần tra ngăn chặn và tấn công dọc bờ biển nước Pháp, đặt căn cứ tại Plymouth. Vào ngày 22 tháng 10, nó được huy động cùng với tàu tuần dương hạng nhẹ Charybdis (88) và các tàu khu trục Grenville (R97), Limbourne (L57), Rocket (H92), Talybont (L18) và Wensleydale (L86) trong Chiến dịch Tunnel nhằm ngăn chặn chiếc tàu buôn Đức Munsterland chở nguyên liệu cao su và kim loại vượt phong tỏa. Kế hoạch tác chiến của Anh được vạch ra gấp gáp, huy động những tàu chiến sẵn có và phối hợp tác chiến kém; trong khi con tàu Đức được hộ tống bởi sáu tàu quét mìn và hai tàu tuần tra trang bị radar, và sau đó được tăng cường thêm năm tàu phóng lôi. Trong trận Sept-Îles diễn ra vào ngày hôm sau, Charybdis bị đánh chìm bởi ngư lôi trong khi Limbourne hư hại nặng khi hầm đạn nổ tung và phải bị đánh đắm sau đó.
Stevenstone sau đó tiếp nối hoạt động tuần tra và hộ tống vận tải tại khu vực eo biển Manche.

### 1944
Vào ngày 24 tháng 4, 1944, Stevenstone tham gia cùng Berkeley (L17), Volunteer (D71), tàu khu trục Pháp Tự do La Combattante và lực lượng Tuần duyên hạng nhẹ đối đầu với Chi hạm đội Phóng lôi 9 của Đức khi chúng tấn công một đoàn tàu vận tải ngoài khơi Hastings. Sang tháng 5, nó được điều sang Lực lượng J để tham gia Chiến dịch Neptune, hoạt động hải quân trong khuôn khổ cuộc đổ bộ Normandy. Từ ngày 2 tháng 5 đến ngày 6 tháng 5, nó thực tập đổ bộ tại vịnh Bracklesham, West Sussex, rồi đến ngày 18 tháng 5 lại tham gia thực hành phòng ngự cùng các lực lượng G, J và S tại vùng eo biển Manche ngoài khơi Brighton.
Sang tháng 6, Stevenstone nằm trong thành phần Lực lượng J cùng với các tàu khu trục Kempenfelt (R03), Faulknor (H62), Venus (R50), Fury (H76), Vigilant (R93), Bleasdale (L50), HNoMS Glaisdale (L44), tàu khu trục Pháp La Combattante và các tàu khu trục Canada Sioux (R64) và Algonquin (R17). Vào ngày 3 tháng 6, nó được bố trí cùng Venus và La Combattante để hộ tống cho Đoàn tàu J9 đi đến bãi đổ bộ Juno; thành phần của Đoàn tàu J9 vào ngày 5 tháng 6 bao gồm tàu frigate Lawford (K514), mười tàu đổ bộ LSI, ba pháo hạm và hai tàu cutter tuần duyên Hoa Kỳ.
Đi đến ngoài khơi bãi đổ bộ vào ngày D 6 tháng 6, Stevenstone tiến hành bắn phá chuẩn bị đổ bộ, rồi được bố trí tại khu vực Lực lượng Đặc nhiệm phía Đông để hỗ trợ hải pháo. Sang ngày hôm sau, nó tuần tra phòng thủ chống tàu bè đối phương xâm nhập đồng thời tiếp tục hỗ trợ hải pháo cho cuộc tấn công trên bờ. Vào ngày 12 tháng 6, đang khi cùng tàu khu trục Isis (D87) và tàu khu trục Na Uy Glaisdale tuần tra ngoài khơi Le Havre, nó đụng độ với tàu phóng lôi E-Boat Đức, gây hư hại cho tàu chiến đối phương. Sau khi Chiến dịch Neptune đã chính thức kết thúc vào ngày 24 tháng 7, nó tiếp tục hoạt động tại vùng eo biển Manche, đặt căn cứ tại Portsmouth.
Vào ngày 6 tháng 7, Stevenstone trợ giúp vào việc cứu hộ chiếc tàu frigate Trollope (K575) bị trúng ngư lôi từ tàu E-Boat đối phương tại vịnh cửa sông Seine ngoài khơi Le Havre; Trollope bị vỡ làm đôi, phần mũi bị đánh đắm trong khi phần đuôi được cho mắc cạn để giải cứu những người sống sót. Đến ngày 27 tháng 7, đang khi tuần tra cùng tàu chị em Bleasdale, nó lại trợ giúp những người thương vong từ hai chiếc pháo hạm Grey Shark (FL5161) và Grey Seal (FL5168) sau cuộc đụng độ với một đoàn tàu đối phương ngoài khơi Barfleur, Normandy.
Sang tháng 9, Stevenstone được điều sang Chi hạm đội Khu trục 16 đặt căn cứ tại Harwich, và hoạt động tuần tra và hộ tống vận tải tại khu vực Bắc Hải. Vào lúc này đối phương tăng cường các cuộc đánh phá bằng tàu phóng lôi E-Boat, rải thủy lôi và tấn công bằng tàu ngầm U-Boat trang bị ống hơi, đe dọa tuyến đường vận chuyển đến các cảng Pháp và Bỉ. Vào ngày 31 tháng 10, đang khi tuần tra, nó đánh chìm một chiếc E-Boat ngoài khơi Nieuport. Tuy nhiên đến ngày 30 tháng 11, đang khi tuần tra cùng tàu frigate Stayner (K573), nó trúng phải một quả mìn ngoài khơi Ostend, Bỉ. Vụ nổ gây hư hại nặng cấu trúc con tàu phía trước hầm đạn 4-inch, gây ra các đám cháy, làm ngập nước một số ngăn khiến con tàu bị nghiêng. Con tàu cũng chịu đựng thương vong 14 người thiệt mạng và 18 người khác bị thương; nó quay trở về vùng cửa sông Thames dưới sự trợ giúp của tàu cứu hộ Lincoln Salvor và tàu kéo Euston Cross. Con tàu được sửa chữa tại một xưởng tàu tư nhân ở Thames.

### 1945
Việc sửa chữa kéo dài cho đến ngày 28 tháng 6, 1945, và sang tháng 8, Stevenstone được điều động sang Địa Trung Hải nhằm chuẩn bị để được cử sang hoạt động tại Viễn Đông nếu cần thiết. Nó gia nhập Chi hạm đội Khu trục 3 thuộc Hạm đội Địa Trung Hải; nhưng đến tháng 3, 1946 nó mắc tai nạn va chạm với tàu chị em Brissenden (L79).
Khi quay trở về Anh vào năm 1947, Stevenstone được đưa thành phần dự bị tại Harwich, rồi được chuyển đến Chatham rồi đến Hartlepool. Con tàu được đưa vào danh sách loại bỏ vào tháng 11, 1958, được bán cho BISCO và bị tháo dỡ tại xưởng tháo dỡ của hãng Clayton ở Dunston từ ngày 2 tháng 9, 1959.